# Islamitische Federatie van de Canarische Eilanden
De Islamitische Federatie van de Canarische Eilanden (Spaans: Federación Islámica de Canarias) is een islamitische religieuze organisatie die verenigingen en islamitische religieuze gemeenschappen rond de Canarische Eilanden samenbrengt. Het hoofdkantoor is gevestigd in de stad Los Cristianos, in de gemeente Arona ten zuiden van het eiland Tenerife.

## Geschiedenis
De Islamitische Federatie van de Canarische Eilanden werd in 2015 opgericht op een analoge manier als die in andere regio's van Spanje. Hiervoor werkten ze samen met verschillende verenigingen en islamitische gemeenschappen rond de archipel en de gemeenten Adeje en Arona. Op dat moment was Tijani Mimoun El Bouji voorzitter van de Federatie en woordvoerder Abdssamad Mohamed.
Deze organisatie werd opgericht met als voornaamste doel om advies te geven aan de islamitische gemeenschappen van de Canarische Eilanden en hun integratie te vergemakkelijken. De Islamitische Federatie van de Canarische Eilanden is lid voor registratie via de Islamitische Commissie van Spanje en de Unie van Islamitische Gemeenschappen van Spanje.
Momenteel zijn er op de Canarische Eilanden ongeveer 70.000 moslims en 40 moskeeën verspreid over de Macaronesisiche archipel.